# 宮崎絢子
宮崎 絢子（みやざき あやこ、1938年 - ）は、日本のアナウンサー、ボイスコンサルタント、ボイストレーナー。
東京都出身。東京女子大学文学部卒業。

## 略歴
1961年、中部日本放送へ入社。1964年に開局時の東京12チャンネル(現・テレビ東京)へ移籍。1998年、テレビ東京を定年退職、フリーに。

## 人物
東京女子大学文学部卒業後、1961年にCBCへ入社。1964年開局の東京12チャンネル(現・テレビ東京)へ、同じくCBCから島田良夫アナとともに移籍。パーソナリティー室所属アナウンサーとして、報道番組を中心に、教養番組、経済番組等多数を担当。女性ニュースキャスターの草分け。その後、報道局部長兼プロデューサーとして、報道番組、気象情報番組等を担当。
1998年にテレビ東京を定年退職後、フリーとして朗読、司会、ナレーション、講演などで活躍。現在、東京四谷でボイストレーニングスタジオ主宰。
また、現在活躍中のアナウンサー、キャスターの研修なども行っている。
千駄ヶ谷日本語教育研究所講師、大正大学アドバンテージプログラム講師、HCCアカデミー（声優養成専門学校）講師JCJ代表委員等。「九条の会」傘下の「マスコミ九条の会」呼びかけ人を務めている。

## 出演番組

### テレビ東京
| 期間         | 期間         | 番組名                   | 役職                                                            |
| ------------ | ------------ | ------------------------ | --------------------------------------------------------------- |
| 1980年1月    | 1980年9月    | ニューストレイン出発進行 | サブキャスター                                                  |
| 1980年10月   | 1985年9月    | メガTONニュースTODAY     | メインキャスター ※1983年3月から、担当曜日を月・水・金曜日に縮小 |
| 1990年代前半 | 1990年代前半 | TXNニュース              | シフト勤務キャスター                                            |

## 映画
- ベアテの贈り物（2004年）ナレーション

## 書籍
- 声の教科書―すてきな声を手にいれよう!（2012年、ヒーロー出版）